# Caecomyces
Caecomyces — рід грибів родини Neocallimastigaceae. Назва вперше опублікована 1988 року.

## Класифікація
До роду Caecomyces відносять 4 види:
- Caecomyces communis
- Caecomyces equi
- Caecomyces hurleyensis
- Caecomyces sympodialis